# Matrice di trasformazione
In matematica, e più precisamente in algebra lineare, la matrice di trasformazione, anche detta matrice associata ad una trasformazione o matrice rappresentativa dell'operatore rispetto alle sue basi, è la matrice che rappresenta una trasformazione lineare fra spazi vettoriali rispetto ad una base per ciascuno degli spazi.
Fissata una base per il dominio e una per il codominio, ogni trasformazione lineare è descrivibile tramite una matrice {\displaystyle M} nel modo seguente:
{\displaystyle \mathbf {y} =M\mathbf {x} ,}
dove {\displaystyle \mathbf {x} } è il vettore colonna delle coordinate di un punto del dominio rispetto alla base del dominio e {\displaystyle \mathbf {y} } è il vettore colonna delle coordinate dell'immagine, mentre il prodotto {\displaystyle M\mathbf {x} } è il prodotto righe per colonne.

## Definizione
Siano {\displaystyle V} e {\displaystyle W} due spazi vettoriali su un campo {\displaystyle K} di dimensione finita, e {\displaystyle T\colon V\to W} una applicazione lineare. Siano:
{\displaystyle B=(\mathbf {v} _{1},\ldots ,\mathbf {v} _{n}),\qquad C=(\mathbf {w} _{1},\ldots ,\mathbf {w} _{m})}
due basi rispettivamente per {\displaystyle V} e {\displaystyle W}.
La matrice {\displaystyle M} associata a {\displaystyle T} nelle basi {\displaystyle B} e {\displaystyle C} è la matrice {\displaystyle m\times n} avente nella {\displaystyle i}-esima colonna le coordinate del vettore {\displaystyle T(\mathbf {v} _{i})} rispetto alla base {\displaystyle C}:
{\displaystyle M={\Bigg (}M^{1}{\Bigg |}\cdots {\Bigg |}M^{n}{\Bigg )},}
dove la colonna {\displaystyle M^{i}} è l'immagine {\displaystyle T(\mathbf {v} _{i})} dell'{\displaystyle i}-esimo vettore della base di partenza {\displaystyle B} scritta attraverso le coordinate rispetto alla base di arrivo {\displaystyle C}.
Gli elementi {\displaystyle m_{i,j}} di {\displaystyle M} sono quindi tali che:
{\displaystyle T(\mathbf {v} _{1})=m_{1,1}\mathbf {w} _{1}+\dots +m_{m,1}\mathbf {w} _{m}}
{\displaystyle T(\mathbf {v} _{2})=m_{1,2}\mathbf {w} _{1}+\dots +m_{m,2}\mathbf {w} _{m}}
{\displaystyle \;\;\vdots }
{\displaystyle T(\mathbf {v} _{n})=m_{1,n}\mathbf {w} _{1}+\dots +m_{m,n}\mathbf {w} _{m}}
e si ha:
{\displaystyle {\Bigg (}T(\mathbf {v} _{1}){\Bigg |}\cdots {\Bigg |}T(\mathbf {v} _{n}){\Bigg )}=(\mathbf {w} _{1}|\cdots |\mathbf {w} _{m}){\Bigg (}M^{1}{\Bigg |}\cdots {\Bigg |}M^{n}{\Bigg )}.}
In modo equivalente si può scrivere:
{\displaystyle [T(\mathbf {v} )]_{C}=M[\mathbf {v} ]_{B},}
dove le parentesi quadre indicano le coordinate rispetto alla base relativa.
La corrispondenza biunivoca definita fra applicazioni lineari e matrici è un isomorfismo fra lo spazio vettoriale delle applicazioni lineari da {\displaystyle V} in {\displaystyle W} e lo spazio delle matrici {\displaystyle m\times n}:
{\displaystyle \operatorname {Hom} (V,W)\to M(m,n).}
Tale isomorfismo dipende dalle basi scelte per entrambi gli spazi.

## Composizione di applicazioni lineari
Nella rappresentazione di applicazioni attraverso le matrici la composizione di funzioni si traduce nell'usuale prodotto fra matrici. Si considerino le applicazioni lineari:
{\displaystyle T\colon V\to W,\qquad U\colon W\to Z.}
Siano {\displaystyle M_{U}} e {\displaystyle M_{T}} le rispettive matrici rappresentative rispetto a tre basi dei relativi spazi. Si ha:
{\displaystyle M_{U\circ T}=M_{U}M_{T}}
ossia la matrice associata alla composizione è il prodotto delle matrici associate a {\displaystyle U} e a {\displaystyle T}.
Dette {\displaystyle B}, {\displaystyle C} basi rispettivamente di {\displaystyle V} e {\displaystyle Z} si ha:
{\displaystyle [({U\circ T})(\mathbf {v} )]_{C}=M_{U}M_{T}[\mathbf {v} ]_{B}.}

## Endomorfismi

Endomorfismo rappresentato da una matrice. Il determinante della matrice è -1: questo implica che l'endomorfismo è invertibile e inverte l'orientazione del piano. L'angolo orientato infatti viene mandato nell'angolo con orientazione opposta.

In presenza di un endomorfismo {\displaystyle T:V\to V} è naturale scegliere la stessa base {\displaystyle B} in partenza ed in arrivo. Sia {\displaystyle B=(\mathbf {v} _{1},\ldots ,\mathbf {v} _{n})} tale base e sia {\displaystyle M=(m_{ij})} la matrice associata a {\displaystyle T} rispetto alla base {\displaystyle B}. Si ha allora:
{\displaystyle T(\mathbf {v} _{j})=\sum _{i=1}^{n}m_{ij}\mathbf {v} _{i}.}
In particolare, {\displaystyle M} è una matrice quadrata {\displaystyle n\times n}.
Molte proprietà dell'endomorfismo possono essere lette attraverso la matrice rappresentativa:
- {\displaystyle T} è l'identità se e solo se {\displaystyle M} è la matrice identica.
- {\displaystyle T} è la funzione costantemente nulla se e solo se {\displaystyle M} è la matrice nulla.
- {\displaystyle T} è biunivoca se e solo se {\displaystyle M} è invertibile, ovvero se ha determinante {\displaystyle \det M} diverso da zero.
- {\displaystyle T} preserva l'orientazione dello spazio se {\displaystyle \det M>0}, mentre la inverte se {\displaystyle \det M<0.}

Altre proprietà più complesse delle applicazioni lineari, come la diagonalizzabilità, possono essere più facilmente studiate attraverso la rappresentazione matriciale.

### Matrici simili
Due matrici quadrate {\displaystyle A} e {\displaystyle B} sono simili quando esiste una matrice invertibile {\displaystyle M} tale che:
{\displaystyle A=M^{-1}BM.}
In particolare, la matrice identità e la matrice nulla sono simili solo a se stesse.
Le matrici simili rivestono notevole importanza, dal momento che due matrici simili rappresentano lo stesso endomorfismo rispetto a due basi diverse. Se {\displaystyle B} e {\displaystyle C} sono due basi dello spazio vettoriale {\displaystyle V}, dato un endomorfismo {\displaystyle T} su {\displaystyle V} si ha:
{\displaystyle [T]_{B}=M^{-1}[T]_{C}M\ }
La matrice {\displaystyle M} è la matrice di cambiamento di base dalla base {\displaystyle B} alla base {\displaystyle C}.

## Esempi
- Nel piano cartesiano, indicando con {\displaystyle (x,y)} un punto generico, la trasformazione lineare {\displaystyle T(x,y)=(x,y)} viene rappresentata rispetto ad una qualsiasi base dalla matrice identità di ordine 2. Una tale trasformazione è conosciuta anche come funzione identità.
- Nel piano cartesiano, sia {\displaystyle T} la riflessione rispetto alla bisettrice del I e III quadrante. Le matrici associate a {\displaystyle T} usando rispettivamente la base canonica e la base {\displaystyle B=((1,1),(1,-1))} sono:

{\displaystyle {\begin{pmatrix}0&1\\1&0\end{pmatrix}},\qquad {\begin{pmatrix}1&0\\0&-1\end{pmatrix}}.}
- Nel piano la rotazione di un angolo {\displaystyle \theta } in senso antiorario intorno all'origine è lineare e definita da {\displaystyle x'=x\cos \theta -y\sin \theta } e {\displaystyle y'=x\sin \theta +y\cos \theta }. In forma matriciale si esprime con:

{\displaystyle {\begin{bmatrix}x'\\y'\end{bmatrix}}={\begin{bmatrix}\cos \theta &-\sin \theta \\\sin \theta &\cos \theta \end{bmatrix}}{\begin{bmatrix}x\\y\end{bmatrix}}.}
Analogamente per una rotazione in senso orario attorno all'origine la funzione è definita da {\displaystyle x'=x\cos \theta +y\sin \theta } e {\displaystyle y'=-x\sin \theta +y\cos \theta } ed in forma matriciale corrisponde alla trasposta della precedente matrice, ossia:
{\displaystyle {\begin{bmatrix}x'\\y'\end{bmatrix}}={\begin{bmatrix}\cos \theta &\sin \theta \\-\sin \theta &\cos \theta \end{bmatrix}}{\begin{bmatrix}x\\y\end{bmatrix}}.}
- La funzione {\displaystyle T\colon \mathbb {R} ^{2}[x]\to \mathbb {R} ^{2}[x]} dallo spazio dei polinomi di grado al più due in sé, che associa ad un polinomio {\displaystyle p} la sua derivata {\displaystyle T(p)=p'} è lineare. La matrice associata rispetto alla base {\displaystyle B=(1,x,x^{2})} è:

{\displaystyle {\begin{pmatrix}0&1&0\\0&0&2\\0&0&0\end{pmatrix}}.}